# Namsos
Namsosⓘ este un oraș din provincia Trøndelag, Norvegia.